# Ewa Ciepiela
Ewa Ciepiela (ur. 19 sierpnia 1941, zm. 16 lipca 2024) – polska aktorka teatralna i filmowa. Absolwentka Państwowej Wyższej Szkoły Teatralnej w Krakowie. Zadebiutowała w 1966 roku. W latach 1967–1991 występowała w Starym Teatrze w Krakowie.
Była żoną krakowskiego dziennikarza Zbigniewa Święcha, znanego m.in. z książek dotyczących Klątwy Jagiellonów.

## Filmografia
- 1967: Jowita jako Alina
- 1969: Znaki na drodze jako Helena
- 1971: Trzecia część nocy jako karmicielka wszy
- 1973: Janosik jako Ewelina
- 1975: Znikąd donikąd jako żona Wyry
- 1975: Zaklęte rewiry jako prostytutka
- 1976: Ocalić miasto jako żona Krugera
- 1980: Z biegiem lat, z biegiem dni… jako Wicia Chomińska, córka pani Janiny
- 1985: Ognisty anioł
- 1986: Tulipan
- 1987: Łuk Erosa jako matka Maryśki
- 1988: Banda Rudego Pająka
- 1989: Szklany dom jako mieszkanka kamienicy
- 2005: Karol. Człowiek, który został papieżem jako elegancka kobieta